# Jarno Leppälä
Jarppi Leppälä, de son vrai nom Jarno Leppälä, né le 11 août 1979 à Seinäjoki en Finlande, est l'un des cascadeurs de la série télévisée finlandaise Les Dudesons, l'équivalent finlandais de la série américaine Jackass. Il est né à Seinäjoki en Finlande ; les autres membres sont Jukka Hilden, Hannu-Pekka Parviainen et Jarno Laasala. Il a un seul pouce. Il a perdu l'autre en effectuant une cascade qui consistait à se battre avec un ours.